# Leszek Majewski
Leszek Majewski (ur. 4 lipca 1931 w Łoniewie, zm. 6 stycznia 2019 w Płocku) – polski działacz partyjny i państwowy, samorządowiec, były I sekretarz Komitetu Miejskiego PZPR w Płocku, w latach 1980–1990 wicewojewoda płocki.

## Życiorys
Syn Piotra i Marianny. Ukończył studia w Wyższej Szkole Pedagogicznej w Bydgoszczy, zawodowo pracował jako nauczyciel. Od 1952 do 1956 działał w Związku Młodzieży Polskiej. W 1955 wstąpił do Polskiej Zjednoczonej Partii Robotniczej. Od 1962 do 1975 zasiadał w Komitecie Powiatowym i Miejskim PZPR w Płocku, gdzie był kolejno instruktorem ds. rolnych, starszym instruktorem oraz sekretarzem ds. rolnych i II sekretarzem. W latach 1975–1980 pozostawał I sekretarzem Komitetu Miejskiego PZPR w Płocku. Od 1975 należał do egzekutywy Komitetu Wojewódzkiego PZPR w Płocku, od 1978 zasiadał w tamtejszym sekretariacie. Od stycznia 1980 do 1990 pełnił funkcję wicewojewody płockiego. W III RP został działaczem Sojuszu Lewicy Demokratycznej, zasiadał w jego miejskich władzach. W latach 1994–2002 był członkiem płockiej rady miejskiej II i III kadencji, pełnił funkcję jej wiceprzewodniczącego.
Został pochowany 12 stycznia 2019 na Cmentarzu Starym w Płocku.